# Košarkarski klub Olimpija
Košarkarski klub Olimpija je slovenski košarkarski klub iz Ljubljane, ki se po združitvi ljubljanske Olimpije in hrvaškega kluba KK Cedevita, imenuje Košarkarski klub Cedevita Olimpija. Olimpija je svoje tekme igrala v Tivoliju, dolga leta igrala v mali ali celo v Ledeni dvorani Tivoli. Od sezone 2010/11 pa v Areni Stožice. Nazadnje je klub igral v evropskem pokalu, Jadranski ligi in v slovenski ligi. Leta 2019 se je združil s hrvaškim klubom KK Cedevita v nov klub KK Cedevita Olimpija.
Olimpija je sedemnajstkratni slovenski prvak, devetnajstkratni slovenski pokalni zmagovalec, evropski pokalni prvak 1994, prvak Jadranske lige 2002, enkrat je bila tretjeuvrščena v Evroligi 1997. Bila je šestkratni jugoslovanski prvak. 
Pri Olimpiji so se uveljavili mnogi znani slovenski in tuji košarkarji, ki so pogosto odhajali v NBA. Med njimi sta prvaka v sezoni 2013/14 s San Antonijem: Danny Green in Aron Baynes. V zadnjih letih klub zaradi finančnih težav, slabšega izbora igralcev in drugih težav ne dosega vidnejšega uspeha v mednarodnih tekmovanjih.

## Zgodovina
Košarkarski klub (Union) Olimpija je bil ustanovljen leta 1946 v okviru Fizkulturnega društva Svoboda. Prvo tekmo so odigrali istega leta proti Udarniku in ga premagali z izidom 37:14. Proti koncu leta 1946 se je klub preimenoval v Enotnost. To ime je obdržal do leta 1954, ko se je preimenoval v AŠK OLIMPIJA. Kasneje so k imenu Olimpija dodajali imena sponzorjev. Tako se je v letih 1977-78 klub imenoval Brest Olimpija, pozneje Iskra Olimpija (1979-82), Smelt Olimpija (1984, 1986-96), Union Olimpija (1997-2017) ter od leta 2017 Petrol Olimpija.
Prve tekme so bile odigrane v Vurnikovi dvorani, telovadnici na Taboru, od leta 1951 pa na peščenem igrišču pod Cekinovim gradom. Leta 1954 so igrišče asfaltirali, košarkarji pa so se leta 1962 preselili na ploščad ob Cekinovem gradu. Na tem prostoru je 1965 zrasla dvorana Tivoli. Prvi naslov državnega prvaka Jugoslavije je Olimpija osvojila že leta 1957. Takratni igralci so bili Janez Bajc, Primož Brišnik, Ivo Daneu, Bogo Debevc, Matija Dermastja, Igor Jelnikar, Marjan Kandus, Peter Kralj, Boris Kristančič, Jože Lampič, Miha Lokar, Rudi Pertot, Jože Podboj, Sašo Poljšak, Janez Škrjanc, tehnični vodja je bil kasnejši novinar Stane Fugina. Do osamosvojitve Slovenije je bila Olimpija še petkrat prvak Jugoslavije (1959, 1961, 1962, 1966 in 1970).
Največja imena sedemdesetih in osemdesetih let pri Olimpiji so Ivo Daneu, Vinko Jelovac, Krešimir Ćosić, Jure Zdovc, Peter Vilfan, Aljoša Žorga, Borut Bassin, Pavle Polanec. 
Olimpija je v prvenstvih SFRJ igrala 42-krat. Izkupiček je naslednji: 479 zmag, 353 porazov in 10 neodločenih srečanj. Zeleno-beli so skupno dosegli 70.466 in prejeli 66.503 točk.
Z osamosvojitvijo Slovenije je nastopilo novo obdobje kluba, saj se Olimpija ni več mogla primerjati v močni jugoslovanski ligi, začelo pa se je igranje v Evropi. 
Uspehi od leta 1991 so: štirinajstkrat državni prvaki (1991/92-1998/99, 2000/01-2001/02, 2003/04-2005/06, 2007/08-2008/09), devetnajstkrat pokalni prvaki (1992-1995, 1997-2003, 2005-2006, 2008-2013), trikrat Superpokal, osvojen Evropski pokal leta 1994, 3. mesto na finalnem turnirju četverice Evrolige leta 1997, prvaki lige NLB leta 2002, še dvakrat uvrstitev na finalni turnir četverice v ligi Goodyear, dvakrat uvrstitev med osem in petkrat med 16 najboljših v Evropi, dvakrat prvaki lige SBA. Od leta 2009 do danes (2015) traja črn niz, ko Union Olimpija ni bila niti enkrat državni prvak. V sezoni 2014/2015 je celo izpadla v osmini finala proti domžalskemu Helios Suns.
Mnogi znani košarkarji so se uveljavili pri Olimpiji, med drugim Sani Bečirović, Jurica Golemac, Boris Gorenc, Marko Maravić, Goran Jurak, Vlado Ilievski, Walter Jeklin, Ivica Jurković, Arriel McDonald, Marko Tušek, Jasmin Hukić, Teemu Rannikko in tisti, ki so igrali ali igrajo v NBA Primož Brezec, Radislav Ćurčić, Marko Milič, Boštjan Nachbar, Radoslav Nesterović, Beno Udrih, Samake Soumalia, Vladimer Stepania, Jiři Welsch, Goran Dragić, Danny Green, Šarunas Jasikevičius.

## Dvorana
Union Olimpija je dolgo igrala svoje tekme v dvorani vojašnice Ljuba Šercerja ob Topniški ulici in v dveh dvoranah Hale Tivoli in sicer državno prvenstvo ter ligo Goodyear v mali dvorani s kapaciteto 4050 sedežev, evroligaške tekme pa je igrala v sosednji veliki (ledeni) dvorani s kapaciteto 5500 sedežev. Vzrok za igranje v dveh dvoranah je bilo, da vodstvo Evrolige na tekmah tega tekmovanja zahteva dvorane s kapaciteto vsaj 5000 sedežev.
Od leta 2010 je domača dvorana kluba novozgrajena Arena Stožice z 12.480 sedeži.

## Uspehi do leta 2019
- Prvaki jugoslovanske lige (6): 1957, 1959, 1961, 1962, 1966, 1970
- Prvaki slovenske lige (17): 1992, 1993, 1994, 1995, 1996, 1997, 1998, 1999, 2001, 2002, 2004, 2005, 2006, 2008, 2009, 2017, 2018
- Zmagovalci slovenskega pokala (20): 1992, 1993, 1994, 1995, 1997, 1998, 1999, 2000, 2001, 2002, 2003 , 2005, 2006, 2008, 2009, 2010, 2011, 2012, 2013, 2017
- Zmagovalci slovenskega superpokala (7): 2003, 2004, 2005, 2007, 2008, 2009, 2013
- Prvaki Jadranske lige (1): 2001/02
- Zmagovalci Pokala Saporta (1): 1993/94
- Polfinale v Pokalu evropskih prvakov/Evroligi (3): 1961/62, 1966/67, 1996/97
- Prvaki Lige SBA (2): 1994, 1995

## Rezultati
| Sezona  | OT  | Z   | P   | OZ | KR   | Uvrstitev                 |
| ------- | --- | --- | --- | -- | ---- | ------------------------- |
| 1957/58 | 4   | 2   | 2   | 50 | +31  | osmina finala             |
| 1959/60 | 4   | 2   | 2   | 50 | +18  | četrtfinale               |
| 1961/62 | 8   | 6   | 2   | 75 | +125 | polfinale                 |
| 1962/63 | 6   | 3   | 3   | 50 | +24  | četrtfinale               |
| 1966/67 | 10  | 5   | 5   | 50 | +7   | 3. mesto                  |
| 1970/71 | 8   | 4   | 4   | 50 | -10  | skupina osmine finala     |
| 1993/94 | 4   | 2   | 2   | 50 | -2   | šestnajstina finala       |
| 1994/95 | 16  | 4   | 12  | 25 | -64  | skupina osmine finala     |
| 1995/96 | 2   | 0   | 2   | 0  | -19  | šestnajstina finala       |
| 1996/97 | 24  | 14  | 10  | 58 | +115 | 3. mesto                  |
| 1997/98 | 18  | 8   | 10  | 44 | -3   | osmina finala             |
| 1998/99 | 19  | 14  | 5   | 74 | +113 | osmina finala             |
| 1999/00 | 22  | 13  | 9   | 59 | +31  | četrtfinale               |
| 2000/01 | 15  | 9   | 6   | 60 | +69  | četrtfinale               |
| 2001/02 | 20  | 10  | 10  | 50 | +58  | drugi krog                |
| 2002/03 | 20  | 12  | 8   | 60 | +60  | drugi krog                |
| 2003/04 | 20  | 7   | 13  | 35 | -60  | drugi krog                |
| 2004/05 | 14  | 6   | 8   | 43 | -23  | prvi krog                 |
| 2005/06 | 14  | 5   | 9   | 36 | -21  | prvi krog                 |
| 2006/07 | 14  | 5   | 9   | 36 | -86  | prvi krog                 |
| 2007/08 | 14  | 4   | 10  | 29 | -117 | prvi krog                 |
| 2008/09 | 10  | 2   | 8   | 20 | -93  | prvi krog                 |
| 2009/10 | 10  | 1   | 9   | 10 | -87  | prvi krog                 |
| 2010/11 | 16  | 7   | 9   | 44 | -81  | drugi krog                |
| 2011/12 | 10  | 1   | 9   | 10 | -156 | prvi krog                 |
| 2012/13 | 10  | 3   | 7   | 30 | -76  | prvi krog                 |
| Skupaj  | 332 | 149 | 183 | 45 | -247 | najboljša: polfinale (3X) |

| Sezona  | OT | Z  | P  | OZ | KR  | Uvrstitev             |
| ------- | -- | -- | -- | -- | --- | --------------------- |
| 2013/14 | 16 | 8  | 8  | 50 | +5  | drugi krog            |
| 2014/15 | 16 | 7  | 9  | 44 | -4  | drugi krog            |
| 2015/16 | 16 | 6  | 10 | 38 | -58 | drugi krog            |
| Skupaj  | 48 | 21 | 17 | 44 | -57 | najboljša: drugi krog |

| Sezona  | OT | Z  | P  | OZ | KR   | Uvrstitev            |
| ------- | -- | -- | -- | -- | ---- | -------------------- |
| 1967/68 | 4  | 2  | 2  | 50 | -8   | četrtfinale          |
| 1991/92 | 17 | 11 | 6  | 65 | +63  | polfinale            |
| 1992/93 | 12 | 7  | 5  | 58 | +3   | četrtfinalna skupina |
| 1993/94 | 14 | 11 | 3  | 79 | +97  | 1. mesto             |
| 1995/96 | 12 | 4  | 8  | 25 | -49  | četrtfinalna skupina |
| Skupaj  | 59 | 35 | 24 | 59 | +106 | najboljša: 1. mesto  |

| Sezona  | OT | Z  | P  | OZ | KR   | Uvrstitev                   |
| ------- | -- | -- | -- | -- | ---- | --------------------------- |
| 1973/74 | 6  | 4  | 2  | 67 | +39  | četrtfinale                 |
| 1978/79 | 8  | 5  | 3  | 63 | +84  | četrtfinalna skupina        |
| 1981/82 | 2  | 1  | 1  | 50 | -3   | drugi krog                  |
| 1982/83 | 6  | 4  | 2  | 67 | +17  | četrtfinalna skupina        |
| 1988/89 | 4  | 2  | 2  | 50 | +3   | drugi krog                  |
| 1989/90 | 10 | 6  | 4  | 60 | +15  | četrtfinalna skupina        |
| Skupaj  | 36 | 22 | 14 | 61 | +155 | najboljša: četrtfinale (4X) |

## Trenerji (od 1989)
| Obdobje                | Trener            |
| 1989 — 1995            | Zmago Sagadin     |
| 1995 — sept. 1995      | Peter Vilfan      |
| sept 1995 — jan. 1996  | Janez Drvarič     |
| jan. 1996 — 1996       | Žarko Djurišić    |
| 1996 — 2002            | Zmago Sagadin     |
| 2002 — 2003            | Tomo Mahorič      |
| 2003 — 2005            | Sašo Filipovski   |
| 2005 — nov. 2005       | Josip Grdović     |
| dec. 2005              | Denis Bajramović  |
| dec. 2005 — 2006       | Zmago Sagadin     |
| 2006 — okt. 2006       | Tomo Mahorič      |
| nov. 2006 — 2007       | Gašper Okorn      |
| 2007 — jan. 2008       | Memi Bečirović    |
| jan. 2008 — dec. 2008  | Aleksandar Džikić |
| dec. 2008 — apr. 2011  | Jure Zdovc        |
| apr. 2011 — jun. 2011  | Miro Alilović     |
| jun. 2011 — apr. 2013  | Sašo Filipovski   |
| apr. 2013 — jun. 2013  | Miro Alilović     |
| jun. 2013 — feb. 2015  | Aleš Pipan        |
| feb. 2015 — jun. 2015  | Memi Bečirović    |
| jun. 2015 — jun. 2016  | Gašper Potočnik   |
| avg. 2016 — jan. 2018  | Gašper Okorn      |
| jan. 2018 - nov. 2019  | Zoran Martič      |
| nov. 2018 - feb. 2019  | Saša Nikitović    |
| feb. 2019 - julij 2019 | Jure Zdovc        |

## Znameniti igralci

### Slovenski igralci
| - Jan Barbarič - Borut Bassin - Sani Bečirovič - Jaka Blažič - Primož Brezec - Jaka Brodnik - Dražen Bubnič - Ivo Daneu - Jaka Daneu - Saša Dončić - Goran Dragić - Dragiša Drobnjak - Vital Eiselt - Gregor Fučka - Boris Gorenc - Dušan Hauptman - Roman Horvat - Gregor Hrovat | - Goran Jagodnik - Vinko Jelovac - Nebojša Joksimović - Goran Jurak - Ivica Jurković - Marjan Kandus - Jaka Klobučar - Slavko Kotnik - Miha Lapornik - Tine Logar - Miha Lokar - Domen Lorbek - Erazem Lorbek - Blaž Mahkovic - Marko Maravič - Blaž Mesiček - Marko Milič - Jan Močnik - Mirko Mulalić - Dino Murić - Boštjan Nachbar - Radoslav Nesterovič | - Sašo Ožbolt - Jože Papič - Smiljan Pavič - Simon Petrov - Pavle Polanec - Klemen Prepelič - Bojan Radulović - Jan Rebec - Uroš Slokar - Slobodan Subotič - Jan Špan - Igor Tratnik - Marko Tušek - Beno Udrih - Samo Udrih - Gašper Vidmar - Peter Vilfan - Petar Vujačić - Saša Zagorac - Željko Zagorac - Jurij Zdovc - Miha Zupan - Aljoša Žorga |

### Tuji igralci
| - Nemanja Aleksandrov - Ender Arslan - Roko Badžim - Edin Bavčić - Aron Baynes - Marino Baždarić - Mirza Begić - Dāvis Bertāns - Walter Berry - Vladimir Boisa - Chris Booker - Slobodan Božović - Aleksandar Ćapin - Radisav Ćurčić - Pero Dujmović - Dušan Đorđević - Jalek Felton - Jurica Golemac - Vladimir Golubović - Danny Green - Kenny Gregory - Yotam Halperin - Jasmin Hukić | - Vlado Ilievski - Nikola Janković - Šarūnas Jasikevičius - Brandon Jefferson - Vinko Jelovac - Marvin Jones - Ivica Jurković - Erjon Kastrati - Emilio Kovačić - Marijan Kraljević - Aleksandar Lazić - Sava Lešić - Slobodan Ljubotina - Marijan Mance - Paolo Marinelli - Marko Marinović - Manuchar Markoishvili - Ariel McDonald - Darren McLinton - Stipe Modrić - Jordan Morgan - Haris Mujezinović | - Vitalij Nosov - Devin Oliver - Alen Omić - Marque Perry - Kevinn Pinkney - Joško Poljak - Aleksandar Radojević - Teemu Rannikko - Hasan Rizvić - Soumaila Samake - Issuf Sanon - Giorgi Shermadini - Marko Simonović - Vladimir Stepania - Luka Šamanić - Roberts Štelmahers - Deon Thompson - Ratko Varda - Vasilije Vučetić - Matt Walsh - Jiří Welsch - Gordan Zadravec - Mindaugas Žukauskas |